# 第27回ダヴィッド・ディ・ドナテッロ賞
第27回ダヴィッド・ディ・ドナテッロ賞（だい27かいダヴィッド・ディ・ドナテッロしょう）の授賞式は、1982年6月19日にローマで行われた。

## 受賞とノミネート一覧
太字が受賞者。

### 作品賞
- Borotalco（監督：カルロ・ヴェルドーネ）
- 町でいちばんの美女／ありきたりな狂気の物語 Storie di ordinaria follia（監督：マルコ・フェッレーリ）
- Il marchese del Grillo（監督：マリオ・モニチェッリ）

### 監督賞
- マルコ・フェッレーリ（『町でいちばんの美女／ありきたりな狂気の物語』）
- サルヴァトーレ・ピシチェッリ（『Le occasioni di Rosa』）
- カルロ・ヴェルドーネ（『Borotalco』）

### 新人監督賞
- ルチャーノ・マヌッツィ（『Fuori stagione』）
- アレッサンドロ・ベンヴェヌーティ（『Ad ovest di Paperino』）
- エンツォ・デカーロ（『Prima che sia troppo presto』）

### 脚本賞
- セルジオ・アミデイ、マルコ・フェッレーリ（『町でいちばんの美女／ありきたりな狂気の物語』）
- カルロ・ヴェルドーネ、エンリコ・オルドイーニ（『Borotalco』）
- ベルナルディーノ・ザッポーニ（『Piso pisello』）

### プロデューサー賞
- アントニオ・アヴァーティ、ジャンニ・ミネルヴィーニ（『Fuori stagione』）
- ジョヴァンニ・デ・フェーオ、ゴーモン、Opera（『Il marchese del Grillo』）
- シルヴィオ・クレメンテッリ、アンナ・マリア・クレメンテッリ（『Piso pisello』）

### 主演女優賞
- エレオノーラ・ジョルジ（『Borotalco』）
- オルネラ・ムーティ（『町でいちばんの美女／ありきたりな狂気の物語』）
- マリーナ・スーマ（『Le occasioni di Rosa』）

### 主演男優賞
- カルロ・ヴェルドーネ（『Borotalco』）
- アルベルト・ソルディ（『Il marchese del Grillo』）
- ベッペ・グリッロ（『Cercasi Gesù』）

### 助演女優賞
- アリダ・ヴァリ（『La caduta degli angeli ribelli』）
- ピエラ・デッリ・エスポスティ（『監督ミケーレの黄金の夢』）
- ヴァレリア・ドビチ（『Piso pisello』）

### 新人女優賞
- マリーナ・スーマ（『Le occasioni di Rosa』）
- アティナ・チェンチ（『Ad ovest di Paperino』）
- イーザ・ガッリネッリ（『Borotalco』）

### 助演男優賞
- アンジェロ・インファンティ（『Borotalco』）
- アレッサンドロ・アベル（『Piso pisello』）
- パオロ・ストッパ（『Il marchese del Grillo』）

### 新人男優賞
- ベッペ・グリッロ（『Cercasi Gesù』）
- アレッサンドロ・ベンヴェヌーティ（『Ad ovest di Paperino』）
- エンツォ・デカーロ（『Prima che sia troppo presto』）

### 撮影監督賞
- トニーノ・デリ・コリ（『町でいちばんの美女／ありきたりな狂気の物語』）
- ダニロ・デジデーリ（『Nudo di donna』）
- セルジオ・ドッフィツィ（『Il marchese del Grillo』）

### 作曲賞
- ルーチョ・ダッラ、ファビオ・リベラトーリ（『Borotalco』）
- フィオレンツォ・カルピ（『Cercasi Gesù』）
- カルロ・ルスティケッリ（『Bosco d'amore』）

### 美術賞
- ロレンツォ・バラルディ（『Il marchese del Grillo』）
- アンドレア・クリザンティ（『Borotalco』）
- ダンテ・フェレッティ（『町でいちばんの美女／ありきたりな狂気の物語』）
- ロレンツォ・バラルディ（『Nudo di donna』）

### 衣装デザイン賞
- ジャンナ・ジッシ（『Il marchese del Grillo』）
- ルカ・サバテッリ（『Nudo di donna』）
- エンツォ・ブルガレッリ（『Bosco d'amore』）

### 編集賞
- ルッジェーロ・マストロヤンニ（『町でいちばんの美女／ありきたりな狂気の物語』）
- フランコ・レッティ（『Le occasioni di Rosa』）
- ロベルト・ペルピニャーニ（『監督ミケーレの黄金の夢』）

### 外国映画賞
- メフィスト（監督：サボー・イシュトヴァーン）
- 鉛の時代（監督：マルガレーテ・フォン・トロッタ）
- レッズ（監督：ウォーレン・ベイティ）

### 外国人監督賞
- マルガレーテ・フォン・トロッタ（『鉛の時代』）
- サボー・イシュトヴァーン（『メフィスト』）
- ウォーレン・ベイティ（『レッズ』）

### 外国脚本賞
- ハロルド・ピンター（『フランス軍中尉の女』）
- ウォーレン・ベイティ、トレバー・グリフィス（『レッズ』）
- マルガレーテ・フォン・トロッタ（『鉛の時代』）

### 外国人プロデューサー賞
- ウォーレン・ベイティ（『レッズ』）
- ディノ・デ・ラウレンティス（『ラグタイム』）
- SKOP Film Monaco（『鉛の時代』）

### 外国人女優賞
- ダイアン・キートン（『レッズ』）
- ユッタ・ランペ（『鉛の時代』）
- メリル・ストリープ（『フランス軍中尉の女』）

### 外国人男優賞
- クラウス・マリア・ブランダウアー（『メフィスト』）

### ダヴィッド・ルキノ・ヴィスコンティ賞
- チェーザレ・ザヴァッティーニ

### ダヴィッド・ルネ・クレール賞
- マークス・イフホーフ（『Das boot ist voll』）
- ヤーコ・パッカスヴィルタ（『Pedon Merkki』）

### ダヴィッド・ヨーロッパ賞
- エルマンノ・オルミ

### 観光・興行省ゴールドメダル
- イングリッド・バーグマン
- レナート・カステラーニ
- ヴィットリオ・ガスマン
- アルベルト・ラットゥアーダ
- ジュリエッタ・マシーナ
- マーティン・スコセッシ
- アンドレイ・タルコフスキー